# 郑焦城际铁路黄河大桥
郑焦城际铁路黄河大桥为京广铁路及郑焦城际铁路跨越黄河的桥梁，位于嘉应观黄河铁路大桥下游110米-190米处。郑焦城际铁路黄河大桥分为郑焦城际铁路部分及京广铁路部分，其中郑焦城际铁路部分全长9.63公里，设计时速为250每小時（155英里每小時）；京广铁路部分全长11.28公里，设计时速为160每小時（99英里每小時）；主桥为四线合建，全长2200米，是黄河上第一座也是目前唯一一座四线铁路桥梁。

## 历史
郑焦城际铁路黄河大桥开工于2010年10月。2014年5月16日，大桥通车。京广铁路开始改经此桥跨越黄河，不再经过于1960年通车的嘉应观黄河铁路大桥，通行速度由110每小時（68英里每小時）提升至160每小時（99英里每小時）。2015年6月26日，郑焦城际铁路通车，亦经该桥跨越黄河。